# Stephan Dupuis
Stephan L. Dupuis (Montréal, 1959) è un truccatore ed effettista canadese, vincitore dell'Oscar per miglior trucco del film La mosca.

## Biografia
Nato e cresciuto a Montréal nel Québec, fino da bambino rimane affascinato dalla cinematografia fantastica, inizia ben presto a disegnare, affinando con gli anni la sua tecnica. Successivamente inizia a scolpire, creando modelli basati su personaggi classici come il Fantasma dell'Opera e il Mostro della laguna nera. Senza frequentare scuole di trucco, continua a sviluppare le proprie tecniche di protesi e colorazione, utilizzando amici e familiari come cavie.
All'età di 20 anni ha la possibilità di lavorare come assistente in un film girato a Montreal, Città in fiamme del 1979. Il suo lavoro piace ai produttori e si mette in luce agli occhi di Dick Smith, con quale studia negli anni seguenti a New York, apprendendo nuove tecniche e continuando a sviluppare le proprie tecniche di trucco e di effetti speciali. Nel 1981 lavora per David Cronenberg in Scanners, dando vita ad un sodalizio artistico che continua tutt'oggi. Proprio grazie ad un film di Cronenberg, Dupuis vince un Oscar al miglior trucco nel 1987 per la creatura da lui realizzata per il film La mosca (con Chris Walas).
Tra i notevoli lavori di Dupuis, vanno ricordati Cape Fear - Il promontorio della paura, Robocop, Virtuality, Jason X e 300, per Cronenberg ha lavorato in Crash, eXistenZ, Spider, A History of Violence e La promessa dell'assassino, in quest'ultimo ha curato personalmente i numerosi tatuaggi sparsi per il corpo di Viggo Mortensen. Nel 2008 per il film Milk ha realizzato la trasformazione di Sean Penn in Harvey Milk.

## Filmografia

### Trucco
- Città in fiamme (City on Fire), regia di Alvin Rakoff (1979)
- Scanners, regia di David Cronenberg (1981)
- La guerra del fuoco (La guerre du feu), regia di Jean-Jacques Annaud (1981) - con il nome Stéphane Dupuis
- Amityville Possession (Amityville II: The Possession), regia di Damiano Damiani (1982)
- Spasms, regia di William Fruet (1983)
- Louisiana, regia di Philippe de Broca - film TV (1984) - con il nome Stéphane Dupuis
- I viaggiatori delle tenebre - serie TV, 3x1 (1985)
- RoboCop (Robocop), regia di Paul Verhoeven (1987)
- Poltergeist III - Ci risiamo (Poltergeist III), regia di Gary Sherman (1988) - con il nome Stephen Dupuis
- La mosca 2 (The Fly II), regia di Chris Walas (1989)
- I racconti della cripta (Tales from the Crypt) - serie TV, 2x2- 2x4 (1990)
- Due nel mirino (Bird on a Wire), regia di John Badham (1990)
- Cape Fear - Il promontorio della paura (Cape Fear), regia di tin Scorsese (1991)
- Stalin, regia di Ivan Passer - film TV (1992)
- L'uomo senza volto (The Man Without a Face), regia di Mel Gibson (1993)
- Mrs. Doubtfire - Mammo per sempre (Mrs. Doubtfire), regia di ris Columbus (1993)
- Les Ailes du courage, regia di Jean-Jacques Annaud (1995)
- Frisk, regia di Todd Verow (1995)
- Copycat - Omicidi in serie (Copycat), regia di Jon Amiel (1995)
- Deep Rising - Presenze dal profondo (Deep Rising), regia di Stephen Sommers (1998)
- Battaglia all'inferno (When Trumpets Fade), regia di John Irvin - film TV (1998)
- eXistenZ, regia di David Cronenberg (1999)
- Texas Rangers, regia di Steve Miner (2001) - con il nome Stephan L. Dupuis
- Jason X, regia di James Isaac (2001)
- Spider, regia di David Cronenberg (2002) - con il nome Stéphan Dupuis
- Confessioni di una mente pericolosa (Confessions of a Dangerous Mind), regia di George Clooney (2002)
- Rudy: The Rudy Giuliani Story, regia di Robert Dornhelm - film TV (2003)
- The Reagans, regia di Robert Allan Ackerman - film TV (2003)
- The Visage, regia di Kirk Henderson (2004)
- The Assassination (The Assassination of Richard Nixon), regia di Niels Mueller (2004)
- Suspect Zero, regia di E. Elias Merhige (2004) - con il nome Stephen Dupuis
- A History of Violence , regia di David Cronenberg (2005) - con il nome Stéphan Dupuis
- Innocenti omicidi (A Little Thing Called Murder), regia di Richard Benjamin - film TV (2006)
- 300 , regia di Zack Snyder (2006)
- La promessa dell'assassino (Eastern Promises), regia di David Cronenberg (2007)
- Io sono leggenda (I Am Legend), regia di Francis Lawrence (2007)
- 3ciento - Chi l'ha duro... la vince (Meet the Spartans), regia di Jason Friedberg e Aaron Seltzer (2008)
- Che - L'argentino (Che: Part One), regia di Steven Soderbergh (2008)
- Milk , regia di Gus Van Sant (2008) - non accreditato
- Carriers - Contagio letale (Carriers), regia di Àlex Pastor e David Pastor (2009)
- Trauma - serie TV, 6 episodi (2009-2010)
- All About Evil , regia di Joshua Grannell (2010)
- A Dangerous Method , regia di David Cronenberg (2011)
- Contagion , regia di Steven Soderbergh (2011)

### Effetti speciali
- Diabolico imbroglio (Dirty Tricks), regia di Alvin Rakoff (1981) - con il nome Stephen Dupuis
- Delitto al Central Hospital (Visiting Hours), regia di Jean-Claude Lord (1982)
- Di origine sconosciuta (Of Unknown Origin), regia di George P. Cosmatos (1983)
- Strange Invaders , regia di Michael Laughlin (1983)
- Spasms, regia di William Fruet (1983)
- Il mio nemico (Enemy Mine), regia di Wolfgang Petersen (1985)
- Senti chi parla 2 (Look Who's Talking Too), regia di Amy Heckerling (1990)
- Aracnofobia (Arachnophobia), regia di Frank Wilson Marshall (1990)
- RoboCop 2 , regia di Irvin Kershner (1990)
- Atto di forza (Total Recall), regia di Paul Verhoeven (1990)
- RoboCop 3 , regia di Fred Dekker (1993)
- Highlander III (Highlander III: The Final Dimension), regia di Andrew Morahan (1994)
- Virtuality (Virtuosity), regia di Brett Leonard (1995)
- Crash (film 1996), regia di David Cronenberg (1996)
- eXistenZ, regia di David Cronenberg (1999)
- Jason X, regia di James Isaac (2001)
- All About Evil , regia di Joshua Grannell (2010)

### Effetti visivi
- Indiana Jones e l'ultima crociata (Indiana Jones and the Last Crusade), regia di Steven Spielberg (1989)
- Star Wars: Episodio III - La vendetta dei Sith (Star Wars: Episode III - Revenge of the Sith), regia di George Lucas (2005)